# Aloha-gruppen
Aloha-gruppen (finska: Aloha-ryhmä) var en av de tongivande unga konstnärsgrupper som i slutet av 1960-talet hängav sig åt en abstrakt-geometrisk konst. 
Till gruppen, som 1967 hyrde arbetsutrymmen i Heimolahuset i Helsingfors, hörde från början Timo Aalto (född 1941), Jorma Hautala (född 1941), Juha Soisalo (född 1941), Kari-Juhani Tolonen (född 1945) och Raimo Walo (född 1936). Gruppen antog 1968 namnet Aloha-gruppen efter den biografteater som verkat i den rivningshotade byggnaden, känd bland annat för att Finlands lantdag och sedermera riksdag sammanträtt där. 
Aloha-gruppen höll sin första utställning 1968 och samarbetade även med andra likasinnade konstnärer. Gruppen specialiserade sig på grafik i serigrafitekniken, som slog igenom i den finländska konsten och som man avsåg att kunde spridas till en större publik och bidra till demokratiseringen av bildkonsten, ett ledande tema i den samtida konstdebatten. Gruppen verkade endast i några år, men av dess medlemmar har bland andra Timo Aalto och Jorma Hautala troget fortsatt i samma stil och framträtt både som målare och grafiker. Den upplöstes efter ett sista framträdande på De ungas utställning i Helsingfors konsthall 1969. 